# 呉兢
呉 兢（ご きょう、670年 - 749年）は、唐代の歴史家・官僚。『貞観政要』の著者として知られる。本貫は汴州浚儀県。

## 経歴
学問に勉励し、経書や史書に広く通じた。魏元忠や朱敬則に重んじられ、かれらが宰相となると、呉兢は史学の才能により推薦され、史館に宿直するよう命じられ、修国史をつとめた。数か月後、右拾遺・内供奉に任じられた。神龍年間、右補闕に任じられ、韋承慶・崔融・劉知幾とともに『則天実録』を編纂した。完成すると、起居郎に転じた。まもなく水部郎中となり、父母が相次いで死去したため、呉兢は郷里に帰って喪に服した。
開元3年（715年）、喪が明けると、呉兢は以前の修国史のまま、諫議大夫に任じられた。まもなく修文館学士を兼ね、衛尉寺少卿・右庶子を歴任した。開元13年（725年）、玄宗が封禅のために泰山に赴き、道中でたびたび騎射を楽しんだことから、呉兢はこれを諫めた。
開元17年（729年）、『国史』が完成しないまま、呉兢は荊州司馬として出向し、制により史書の原稿を持ち出すことを許可された。中書令の蕭嵩が監修国史となると、呉兢の編纂した『国史』65巻を取り上げて奏上した。呉兢は台州刺史・洪州刺史・饒州刺史・蘄州刺史を歴任し、銀青光禄大夫の位を加えられ、長垣県子に封じられた。天宝元年（742年）、州が郡に改められ、刺史が太守に改められると、呉兢は鄴郡太守となった。のちに入朝して恒王傅となった。李林甫は呉兢が老齢であることから任用しようとしなかった。天宝8載（749年）、呉兢は家で死去した。享年は80。
著書に『楽府古題要解』1巻・『斉史』10巻・『梁史』10巻・『陳史』5巻・『周史』10巻・『隋史』20巻・『唐春秋』30巻・『唐書備闕記』10巻・『太宗勲史』1巻・『貞観政要』10巻・『中宗実録』20巻・『睿宗実録』5巻・『呉氏西斎書目』1巻・『兵家正史』9巻・『五蔵論応象』1巻・『唐名臣奏』10巻があった。

## 伝記資料
- 『旧唐書』巻102 列伝第52
- 『新唐書』巻132 列伝第57